# Coilometopia trimaculata
Coilometopia trimaculata är en tvåvingeart som först beskrevs av Fabricius 1805.  Coilometopia trimaculata ingår i släktet Coilometopia och familjen Richardiidae. Inga underarter finns listade i Catalogue of Life.